# Platynus larvalis
Platynus larvalis är en skalbaggsart som beskrevs av Leconte 1848. Platynus larvalis ingår i släktet Platynus och familjen jordlöpare. Inga underarter finns listade i Catalogue of Life.